# Illigera pulchra
Illigera pulchra är en tvåhjärtbladig växtart som beskrevs av Carl Ludwig von Blume. Illigera pulchra ingår i släktet Illigera och familjen Hernandiaceae. Inga underarter finns listade i Catalogue of Life.